# خوان كاستيلو (لاعب كرة قدم مواليد 1970)
خوان كاستيلو (بالإسبانية: Juan Castillo Balcázar)‏ هو مدرب كرة قدم ولاعب كرة قدم تشيلي في مركز الهجوم، ولد في 29 أكتوبر 1970 في لا سيرينا في تشيلي. شارك مع منتخب تشيلي لكرة القدم. أما مع النوادي، فقد لعب مع ديبورتيس إيكيكي وكولو-كولو ولاسيرينا ونادي كوكيمبو أونيدو ويونيون إسبانيولا.

## وصلات خارجية
- خوان كاستيلو (لاعب كرة قدم مواليد 1970) على موقع قاعدة بيانات كرة القدم.إي يو (الإنجليزية)
- خوان كاستيلو (لاعب كرة قدم مواليد 1970) على موقع ناشيونال فوتبول تيمز (الإنجليزية)
- خوان كاستيلو (لاعب كرة قدم مواليد 1970) على موقع عالم كرة القدم.نت (الإنجليزية)